# Косовский, Виталий Владиславович
Вита́лий Владисла́вович Косо́вский (укр. Віталій Владиславович Косовський; род. 11 августа 1973, Острог, Ровенская область) — советский и украинский футболист, полузащитник. Выступал за сборную Украины. 2019 был главным тренером полтавской «Ворсклы». Образование — высшее, окончил Национальный университет физического воспитания и спорта Украины, факультет футбола.

## Клубная карьера
Воспитанник ДЮСШ города Нетешин, Хмельницкая область. Выступления в большом футболе начал со 2-й лиги, с клуба «Подолье». Затем играл за «Нива» (Винница).
С лета 1994 выступал за «Динамо» Киев, где сразу стал основным игроком. В дебютном сезоне он сыграл 27 игр в чемпионате, в которых забил 6 голов, а также сыграл 7 матчей в Лиге чемпионов и забил один гол, выиграв также своё первое чемпионство, которое подтвердил с командой и в следующие пять лет. Всего в составе «бело-синих» сыграл 131 матч и забил 20 голов. Автор одного из мячей в ворота мюнхенской «Баварии» в полуфинале Лиги чемпионов 1998/99 года, наивысшего результата в истории украинских команд в этом турнире. Всего в еврокубках сыграл 41 матч, забил 3 гола.
Последние годы карьеры практически не играл из-за травмы и завершил профессиональную карьеру в 2003 году. Впоследствии играл за любительский клуб «Ирпень» (Гореничи).
Свой стиль игры он характеризовал так: «скорость, проходы по флангу, нацеленные передачи, которые доходят до игроков».

## Карьера в сборной
В национальной сборной Украины дебютировал 1 мая 1996 года в матче против сборной Турции. Всего за сборную провёл 25 матчей, забил 2 мяча. Привлекался в юношескую сборную СССР. В молодёжной сборной Украины провёл 16 матчей, забил 4 мяча.
15 ноября 1997 года в ответном стыковом матче против Хорватии за выход на чемпионат мира 1998 года на 7-й минуте встречи Косовский после удара Андрея Шевченко и сэйва вратаря Марьяна Мрмича оказался первым на добивании и поразил хорватские ворота. Однако норвежский судья Руне Педерсен зафиксировал положение вне игры и отменил гол. В итоге Украина сыграла вничью 1:1, а с учётом поражения 0:2 в первом матче не попала на чемпионат мира.

## Тренерская карьера
В июне 2012 года вместе с Валентином Белькевичем стал тренером юниоров киевского «Динамо», а со следующего года стал ассистентом тренера в молодёжной команде «Динамо».
В 2014 году перешёл на работу тренером в детско-юношескую футбольную школу «Динамо» (Киев) Валерия Лобановского. В сезоне 2014/15 вместе с командой «Динамо» стал чемпионом Детско-юношеской лиги Украины в возрастной категории U-16. В сезоне 2015/16 привёл «Динамо» к победе в чемпионате ДЮФЛ Украины U-17, а в сезоне 2016-17 — в чемпионате U-14.
В 2017-18 годах работал помощником старшего тренера в «Динамо» (Киев) U-19
В январе 2019 года возглавил молодёжную команду полтавской «Ворсклы». После ухода Василия Сачко с поста главного тренера «Ворсклы» в марте 2019 года Косовский стал исполнять обязанности главного тренера основной команды полтавчан. В ноябре 2019 года Косовский ушёл с поста главного тренера «Ворсклы».
С ноября 2019 Виталий Косовский работал старшим тренером молодёжного состава полтавской «Ворсклы».

## Семья
Жена Ирина по профессии юрист, родом из Винницы. Дочь Татьяна, сын Сергей.

## Достижения
«Динамо» (Киев)
- Чемпион Украины (6): 1995, 1996, 1997, 1998, 1999, 2000
- Обладатель Кубка Украины (4): 1996, 1998, 1999, 2000
- Полуфиналист Лиги чемпионов: 1999

## Награды и звания
- Заслуженный тренер Украины (2019)[10]